# Hedya pruniana
Hedya pruniana es una especie de polilla del género Hedya, tribu Olethreutini, familia Tortricidae. Fue descrita científicamente por Hübner.

## Descripción
La envergadura es de 15-18 milímetros.

## Distribución
Se distribuye por Europa.